# Megaloceros
A Megaloceros az emlősök (Mammalia) osztályának párosujjú patások (Artiodactyla) rendjébe, ezen belül a szarvasfélék (Cervidae) családjába és a szarvasformák (Cervinae) alcsaládjába tartozó fosszilis nem.

## Rendszerezés
A nembe az alábbi 9 faj tartozik:
- Megaloceros obscurus - eddig a legrégebbi fajnak tekinthető; talán a pliocén végén, vagy inkább a pleisztocén elején jelent meg Európa területén. Hosszú, előrehajló agancsa volt.
- Megaloceros luochuanensis - a pleisztocén eleje és közepe között élt, ott ahol ma a kínai Sanhszi tartomány van.
- Megaloceros verticornis - a pleisztocén eleje és közepe között élt; közeli rokona a M. obscurus-nak. Dél-Európában élt; talán ez volt az őse a Földközi-tenger szigetein élt törpenövésű Megaloceros-fajoknak.
- Megaloceros antecedens - igen hasonlít az óriásszarvasra; gyakran annak egyik alfajaként tartják számon. Az agancsa robusztusabb volt, és az agancstövi ágacskák kiszélesedtek. A középső pleisztocénben élt, ott ahol ma Németország van.
- Megaloceros pachyosteus - középső pleisztocén korszaki faj, mely Kína és Japán területén élt. Az agancsa hosszú és görbült volt.
- Megaloceros savini - a középső pleisztocén korszak egyik faja; valamivel nagyobb volt, mint egy észak-amerikai rénszarvas. Maradványait a franciaországi Sainte Savine-nél találták meg. Agancsa egyenes volt, tövisszerű ágacskákkal; ezekből a legalsók kiszélesedtek.
- Megaloceros cazioti - késő pleisztocén korszaki, törpenövésű faj, mely Szardínián és Korzikán élt. Marmagassága körülbelül 1 méter volt. Talán az őse a M. verticornis lehetett. Az állat fennmaradt i.e. 5080-ig.
- Megaloceros dawkinsi - késő pleisztocén korszaki faj, mely a Brit-szigeteken élt; nagyon hasonlított a M. savini-ra. E szigetekre érkező első emberek találkozhattak az állattal, mivel agancsaiból kezdetleges tárgyak készültek.
- óriásszarvas (Megaloceros giganteus) - az összes faj közül ez volt a legnagyobbik; marmagassága körülbelül 2 méter volt. A Würm-glaciális idején élt Eurázsia területén; Írországtól Kínáig meg lehetett találni. Írországban még a 12. századig élt.

## Bizonytalan helyzetű taxonok
Az alábbi taxonok rendszertani helyzete még bizonytalan. Az őslénykutatók még nem határozták el, hogy önálló nemek, a Megaloceros alnemei, vagy egyszerűen csak szinonimák:
- Orchonoceros - néha a Megaloceros alnemének tekintik
- Praemegaceros - néha a Megaloceros alnemének tekintik
- Candiacervus - néha a Megaloceros alnemének, vagy a Praemegaceros szinonimájának tekintik; pleisztocén; Kréta[1]
- Cervavitus - talán a Megaloceros alneme?
- Praesinomegaceros - néha a Megaloceros alnemének tekintik
- Sinomegaceros - néha a Megaloceros alnemének tekintik

### Fordítás
- Ez a szócikk részben vagy egészben  a   Megaloceros című angol Wikipédia-szócikk ezen változatának fordításán alapul.  Az eredeti cikk szerkesztőit annak laptörténete sorolja fel. Ez a jelzés csupán a megfogalmazás eredetét és a szerzői jogokat jelzi, nem szolgál a cikkben szereplő információk forrásmegjelöléseként.